# Uncle Sam (låt)
"Uncle Sam" är den tjugoförsta singeln av det brittiska ska/popbandet Madness. Texten skrevs av saxofonisten Lee Thompson och musiken skrevs av gitarristen Christopher Foreman.
Låten är kritisk mot den amerikanska kulturens allt hårdare grepp om den brittiska.
"Uncle Sam" låg hela 12 veckor på englandslistan, men nådde inte högre än en 21:a placering. Det var första gången som en Madnessingel inte kommit upp på topp 20.
"Uncle Sam" finns med på albumet Mad Not Mad och b-sidorna finns med på samlingsboxen The Business.

## Låtlista
7" vinyl
1. "Uncle Sam" (Lee Thompson, Chris Foreman) – 3:04
2. "Please Don't Go" (Foreman) – 3:21

12" vinyl
1. "Uncle Sam" (Thompson, Foreman) – 3:04
2. "Please Don't Go" (Foreman) – 3:21
3. "Inanity Over Christmas" (Thompson, Dan Woodgate) – 3:50